# Adrien Brody
Adrien Nicholas Brody (* 14. dubna 1973, New York) je americký herec a držitel dvou Oscarů. Širokého uznání se mu dostalo díky hlavní roli Władysława Szpilmana v dramatu Pianista (2002) režiséra Romana Polanského, za níž ve svých 29 letech získal Oscara za nejlepšího herce, čímž se stal nejmladším vítězem v této kategorii. Za roli obdržel také Césara, čímž se stal teprve druhým Američanem, který získal toto ocenění za nejlepšího herce. Druhého Oscara získal za roli přeživšího holokaustu László Tótha v historickém dramatu Brutalista (2024).
Brody také účinkoval ve filmech Tenká červená linie (1998), Vesnice (2004), King Kong (2005), Predátoři (2010) a Vražda v Londýně (2022). Často spolupracuje s filmařem Wesem Andersonem, objevil se v jeho filmech Darjeeling s ručením omezeným (2007), Fantastický pan Lišák (2009), Grandhotel Budapešť (2014), Francouzská depeše Liberty, Kansas Evening Sun (2021) a Asteroid City (2023). Ztvárnil také Salvadora Dalí ve filmu Půlnoc v Paříži (2011) režiséra Woodyho Allena a Arthura Millera ve filmu Blondýnka (2022) režiséra Andrewa Dominika.
Je také znám pro své televizní role, ztvárnil hlavní roli ve čtvrté řadě krimi seriálu Gangy z Birminghamu (2017) společnosti BBC a basketbalistu Pata Rileyho ve sportovním seriálu Lakers: Vzestup dynastie (2022–2023) společnosti HBO. Získal dvě nominace na cenu Emmy, za role Harryho Houdini v minisérii Houdini (2014) a investora Joshe Aaronsona v satirickém seriálu Boj o moc (2021).

## Biografie
Brody se narodil v newyorském obvodu Queens do rodiny fotografky Sylvie Plachy a učitele historie a malíře Elliota Brodyho. Jeho matka je maďarského původu po otci a českého židovského původu po matce. Otec je polský přistěhovalec židovského původu. Navštěvoval střední školu High School for the Performing Arts. Už v dospívajícím věku účinkoval v TV sitcomu Annie McGuire. Další herecké vzdělání získal na prestižní Americké akademii dramatického umění. Ale je to především Brodyho talent od přírody, který ho předurčil k tomu, aby se stal jedním z nejlepších a nejrespektovanějších herců své generace. Po ukončení studia hrál v několika, spíše vedlejších rolích, jako například ve filmech Tenká červená linie, Andělé nebo Střela.
Roman Polański jej obsadil do hlavní role filmu Pianista poté, co jej viděl při natáčení filmu Aféra s náhrdelníkem. Adrien Brody se na tuto roli pečlivě připravoval. Ztvárnění mu vyneslo Oscara za nejlepší mužský herecký výkon v hlavní roli. Zároveň se stal nejmladší držitelem Oscara v této kategorii. Pozlacenou sošku získal ve svých 29 letech. Byl také nominován na Zlatý glóbus za nejlepší mužský herecký výkon, cenu Screen Actors Guild a ocenění BAFTA. Odnesl si také Césara v kategorii Nejlepší herec, cenu Bostonských filmových kritiků a National Society of Film Critics.
Kromě toho se pravidelně umisťuje v žebříčcích o nejstylovějšího a nejlépe oblékaného muže a v anketách o nejvíce sexy muže planety.[zdroj⁠?!]
Od natočení Pianisty se Adrien Brody objevil v dalších snímcích. Zahrál si společně s Joaquinem Phoenixem a Sigourney Weaver v dramatickém thrilleru Vesnice, v thrilleru Svěrací kazajka, Detektiv, Harrisonovy květy či ve filmu King Kong režiséra Petera Jacksona. Natočil také kritikou kladně přijatý film Darjeeling s ručením omezeným.
Mezi přátele patří Asia Argentová, její otec Dario Argento a Benicio del Toro. Řadí se k fanouškům italského fotbalu. Každým rokem tráví většinu léta ve své letní residenci na Sardinii.[zdroj⁠?!]

## Filmografie

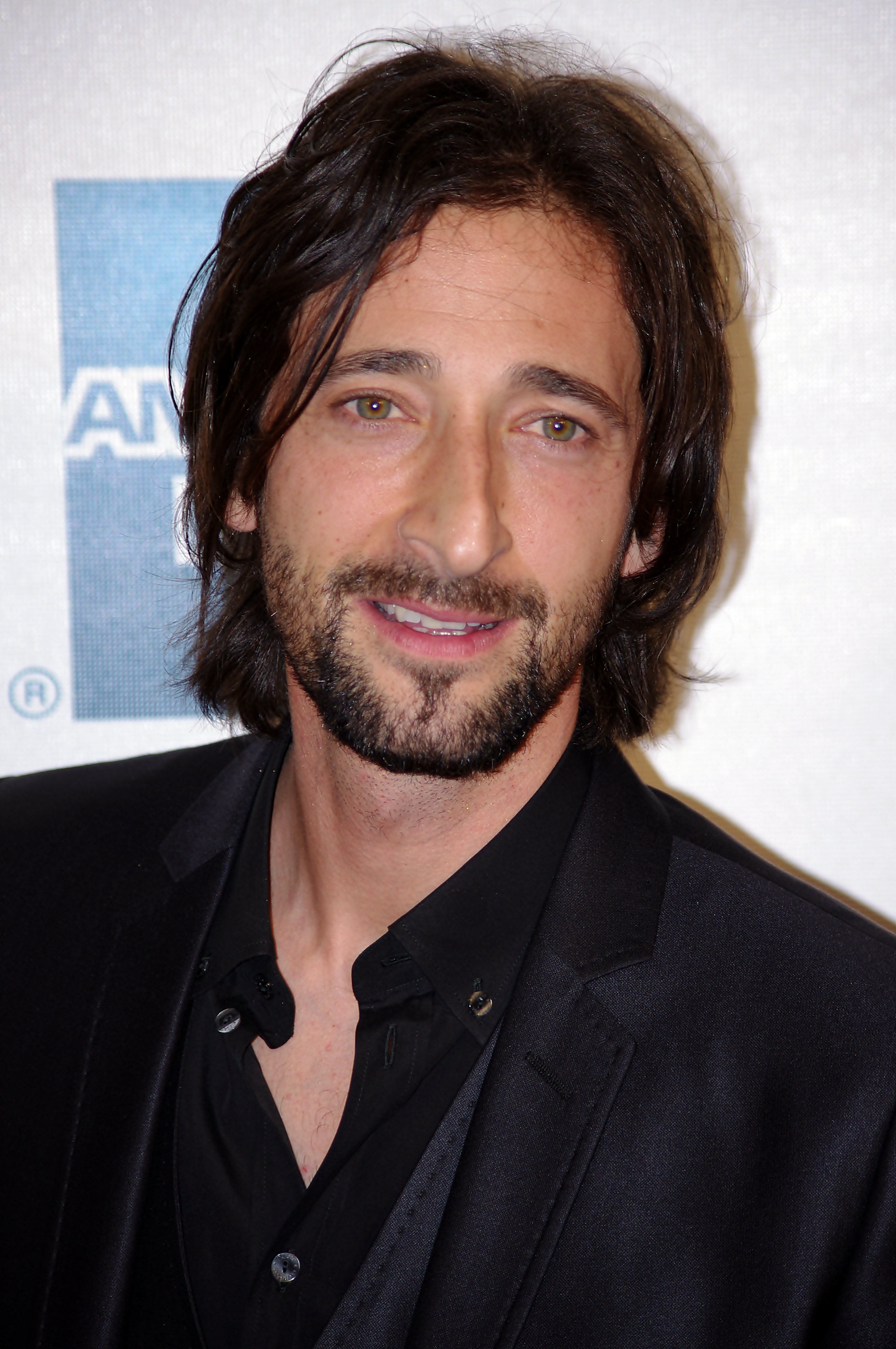
Adrien Brody, 2011

### Film
| Rok  | Název                                          | Role                      | Poznámky                                          |
| ---- | ---------------------------------------------- | ------------------------- | ------------------------------------------------- |
| 1989 | Povídky z New Yorku                            | Mel                       |                                                   |
| 1994 | Andělé                                         | Danny Hemmerling          |                                                   |
| 1995 | Nemáš co ztratit                               | Ray Diglovanni            |                                                   |
| 1996 | Střela                                         | Ruby Stein                |                                                   |
| 1996 | Solo                                           | Bill Stewart              |                                                   |
| 1997 | Má poslední sebevražda                         | Ben                       |                                                   |
| 1997 | Moje velká mafiánská svatba                    | Mario Bellini             |                                                   |
| 1998 | Tenká červená linie                            | Geoffrey Fife             |                                                   |
| 1998 | Restaurant                                     | Chris Calloway            |                                                   |
| 1999 | Nespoutaná volnost                             | Van Kurtzman              |                                                   |
| 1999 | Krvavé léto v New Yorku                        | Richie Tringale           |                                                   |
| 1999 | Bez dechu                                      | Harry Houdini             |                                                   |
| 2000 | Harrisonovy květy                              | Kyle Morris               |                                                   |
| 2000 | Chléb a růže                                   | Sam Shapiro               |                                                   |
| 2001 | Láska po zlém                                  | Jack Grace                |                                                   |
| 2001 | Aféra s náhrdelníkem                           | Nicolas De La Motte       |                                                   |
| 2002 | Pianista                                       | Władysław Szpilman        | Oscar za nejlepší mužský výkon v hlavní roli 2003 |
| 2002 | Loutka                                         | Steven Schoichet          |                                                   |
| 2004 | Vesnice                                        | Noah Percy                |                                                   |
| 2005 | Svěrací kazajka                                | Jack Starks               |                                                   |
| 2005 | King Kong                                      | Jack Driscoll             |                                                   |
| 2006 | Hollywoodland                                  | Louis Simo                |                                                   |
| 2007 | Toreador                                       | Manolete                  |                                                   |
| 2007 | Darjeeling s ručením omezeným                  | Peter Whitman             |                                                   |
| 2008 | Bratři Bloomovi                                | Bloom Bloom               |                                                   |
| 2009 | Splice                                         | Clive Nicoli              |                                                   |
| 2009 | Fantastický pan Lišák                          | Rickity (hlas)            |                                                   |
| 2009 | Bestie musí zemřít                             | Enzo Lavia                | také producent                                    |
| 2010 | Experiment                                     | Travis Cacksmackberg      |                                                   |
| 2010 | Predátoři                                      | Royce                     |                                                   |
| 2010 | High School                                    | Edward Highbaugh          |                                                   |
| 2011 | Půlnoc v Paříži                                | Salvador Dalí             |                                                   |
| 2011 | Oddělen                                        | Henry Barthes             |                                                   |
| 2013 | Ten třetí                                      | Scott Lowry               |                                                   |
| 2014 | Grandhotel Budapešť                            | Dmitri Desgoffe und Taxis |                                                   |
| 2014 | American Heist - Americká loupež               | Frankie Kelly             | také výkonný producent                            |
| 2015 | Boj o Hedvábnou stezku                         | Tiberius                  |                                                   |
| 2015 | Backtrack                                      | Peter Bower               |                                                   |
| 2016 | Stíny Manhattanu                               | Porter Wren               |                                                   |
| 2017 | Pes zabiják                                    | Stacy                     |                                                   |
| 2021 | Francouzská depeše Liberty, Kansas Evening Sun | Julien Cadazio            |                                                   |
| 2022 | Vražda v Londýně                               | Leo Köpernick             |                                                   |
| 2022 | Blondýnka                                      | Arthur Miller             |                                                   |
| 2023 | Bláznův ráj                                    | Chad Luxt                 |                                                   |
| 2023 | Asteroid City                                  | Schubert Green            |                                                   |
| 2024 | Brutalista                                     | László Tóth               | Oscar za nejlepší mužský výkon v hlavní roli 2024 |

### Televize
| Rok       | Název                    | Role               | Poznámky  |
| --------- | ------------------------ | ------------------ | --------- |
| 2014      | Houdini                  | Harry Houdini      | minisérie |
| 2017      | Gangy z Birminghamu      | Luca Changretta    | 6 epizod  |
| 2021      | Chapelwaite              | Charles Boone      | 10 epizod |
| 2021      | Boj o moc                | Josh Aaronson      | 2 díly    |
| 2022–2023 | Lakers: Vzestup dynastie | Pat Riley          | 15 dílů   |
| 2023      | Poker Face               | Sterling Frost Jr. | 2 díly    |